# هرم دجيدف رع
هرم دجيدف رع حاليا عبارة عن أنقاض، يقع في أبو رواش شمال مصر ويعتقد أنه من بناء دجيدف رع ابن وخليفة الملك خوفو.

## نظريات
خلاف الشائع بين علماء المصريات سابقا فإن حفريات مايكل بود [الإنجليزية] الحديثة في أبو رواش بينت أن الهرم لم يتنه بناؤه. ولو كان اكتمل لربما كان بنفس حجم هرم منقرع - ثالث أكبر أهرامات الجيزة. يُعتقد أنه في الأصل كان أجمل الأهرامات، مع سطح خارجي من الجرانيت المصقول المستورد والحجر الجيري ومتوج بـ هرم مصغر كبير. يُعتقد أيضًا أنه بسبب عدم اكتماله أنه فكك بشكل كبير زمن حكم الإمبراطورية الرومانية بعد غزو مصر لصالح بناياتهم خلال حكم الإمبراطور أوغسطس. كان الاسم القديم للهرم «سماء دجيدف رع المرصعة بالنجوم».
كتب ميروسلاف فيرنر [الإنجليزية] في «الأهرامات». «بدأ التدمير في نهاية الدولة الحديثة على أبعد تقدير، وازداد خصوصا في العصور الرومانية والمسيحية الأولى عندما بُنِيَ دير في وادي القرين القريب منه. وعلاوة على ذلك، ثبت أنه بنهاية القرن التاسع عشر، كان لا يزال يتم سحب الأحجار منه بمعدل ثلاثمائة حمولة من الإبل في اليوم».

## وصف
اختلف هرم دجيدف رع معماريا عما سبقه، حيث كان الغرف أسفله وليست بداخله. بُنِيَ الهرم فوق تل طبيعي وأنشئت الغرف بطريقة "حفرة ومنحدر"، المستخدمة سابقا في بعض قبور المصاطب. حُفِرَت حفرة بمساحة 21 م × 9 م وعمق 20 م في هذا التل الطبيعي، ثم عُمِل منحدر بزاوية 22 - 35 'وبُنِت الغرف وممر الوصول داخل الحفرة وعلى المنحدر. بمجرد الانتهاء من «الغرف الداخلية»، مُلئت الحفرة والمنحدر وبُني الهرم فوق القمة. سهل ذلك إنشاء الغرف دون حفر نفق، وجنبهم ذلك الصعوبات المعمارية لإنشاء غرف داخل الهرم. كما عاد إلى أسلوب بناء سابق من خلال إنشاء سور مستطيل الشكل موجه بين الشمال والجنوب، على غرار الموجود في هرمي زوسر وسخم خت.
بُنيت العديد من الأهرامات ومعابد الشمس فوق تلال طبيعية؛ وربما كانت هذه طريقة أسهل لاختصار الأعمال الإنشائية المطلوبة، مع ذلك قد تكون كومة التل رمز للتل البدائي في أساطير الخلق المصرية القديمة.